# Evangelij po sedemdeseterih
Evangelij po sedemdeseterih je izgubljen evangelij, ki je spadal k novozaveznim apokrifom. Ime vsebuje število Jezusovih učencev po njegoven vstajenju, čeprav je v nekaterih virih navedenih 72 učencev.
Manihejci so pod tem naslovom razumeli Evangelij po Maniju, zato gre morda za isto besedilo.